# Indolestes anomalus
Indolestes anomalus – gatunek ważki z rodziny pałątkowatych (Lestidae). Występuje w Azji Południowo-Wschodniej; stwierdzony w Tajlandii, Wietnamie i w części Malezji położonej na Półwyspie Malajskim.